# Hapigia duponti
Hapigia duponti är en fjärilsart som beskrevs av William Schaus 1928. Hapigia duponti ingår i släktet Hapigia och familjen tandspinnare. Inga underarter finns listade i Catalogue of Life.